# 天王山トンネル
天王山トンネル（てんのうざんトンネル）は、京都府乙訓郡大山崎町と大阪府三島郡島本町の名神高速道路大山崎JCT/IC-高槻JCT/IC間にあるトンネルである。

## 概要

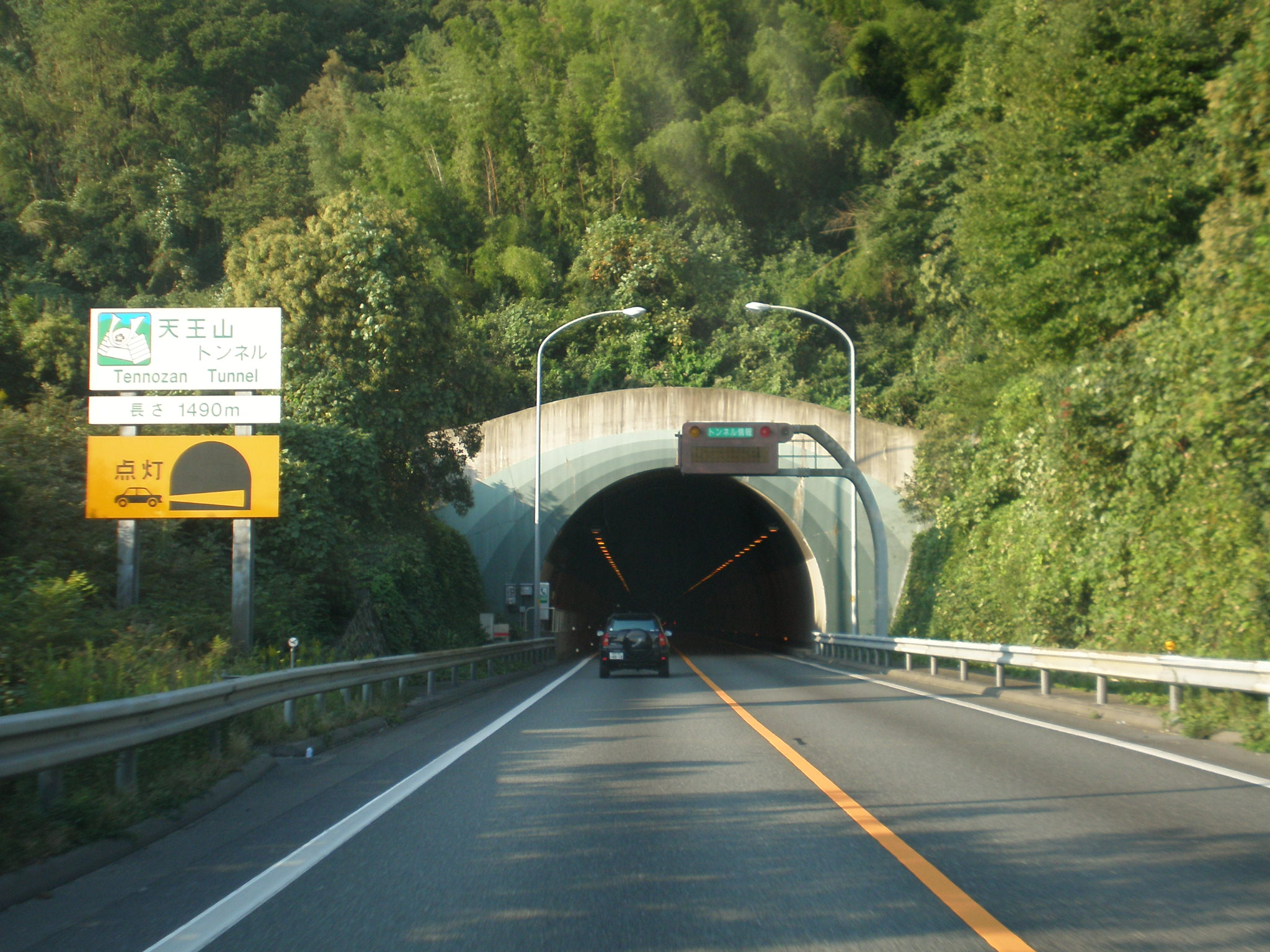
下り線 右ルート入口

京都府と大阪府の府境に位置し、名神高速道路では最長トンネルである。上下線とも左ルートと右ルートにわかれた2車線のトンネルが4本あり、合計8車線である。現在の上り線のトンネル2本は新たに建設されたトンネルであり、元来あったトンネル2本は下り線として利用されている。
開通当時は上下線に1本ずつのトンネルであったが、次第に交通量が増加して当トンネルを先頭に渋滞が多発したことから、1998年にトンネルを2本追加して車線数を倍増させた経緯がある。これにより渋滞発生回数が大幅に減少し、一旦は改善されたものの、その後トンネルの前後に大山崎IC・JCTと高槻IC・JCTができたことで、再びトンネルを先頭に渋滞する日がやや増加したが、トンネル増設および両IC/JCT開設以前と比較すれば渋滞日数や渋滞距離は大幅に減少している。
なお、当トンネルは車線変更禁止となっている。

## 歴史
- 1963年7月16日 : 栗東IC-尼崎IC開通に伴い供用開始（現在の下り線左右ルートで、現下り線右ルートが上り線、同左ルートが下り線だった）。
- 1980年代後半 : 京都南IC-吹田IC拡幅工事着工、新トンネル（現在の上り線左右ルート）掘削開始。

　※プロジェクト名：「WR ワイド＆リフレッシュ名神」
- 1995年10月23日 - 1998年3月10日 : 新トンネル（天王山・梶原トンネル）完成。従来の天王山・梶原トンネルのリフレッシュ工事の為、暫定的に現上り線左ルートを上り線、同右ルートを下り線として供用開始。なお渋滞緩和の為、この時から拡幅工事完成までの間、上り線トンネルを3車線で供用していた[2] 。この期間に行われた従来トンネルのリフレッシュ工事は、縦流換気方式への変更による天井板撤去や非常用設備の更新、壁面のタイルへの張替え、従来の上り線トンネルを下り線右ルートへ転用することに伴う非常駐車帯の移設は勿論のこと、トンネルの断面そのものの拡大にまで及ぶ、ほぼ造り直しに等しい工事であった[3] 。
- 1998年3月11日  -  1998年4月3日 :  従来の天王山・梶原トンネルのリフレッシュ工事完了に伴う、車線切り替え工事。またこの時、上り線左ルートを3車線→2車線とした。
- 1998年4月4日 : トンネル部分を上下線左右ルートで供用開始。
- 1998年7月19日 : 京都南IC-吹田IC拡幅工事完了。